# Нунгнадда Ваннасук
Нунгнадда Ваннасук (нар. 11 листопада 1989) — колишня таїландська тенісистка.
Найвищу одиночну позицію світового рейтингу — 342 місце досягла 10 червня 2013, парну — 317 місце — 17 серпня 2009 року.
Здобула 9 одиночних та 15 парних титулів туру ITF.

## Фінали ITF

### Одиночний розряд (9–10)
| Легенда          |
| ---------------- |
| турніри $100,000 |
| турніри $75,000  |
| турніри $50,000  |
| турніри $25,000  |
| турніри $10,000  |

| Фінали за покриттям |
| ------------------- |
| Тверде (8–10)       |
| Ґрунт (0–0)         |
| Трава (0–0)         |
| Килим (1–0)         |

| Результат | Ранг | Дата              | Турнір              | Покриття   | Суперниця            | Рахунок             |
| --------- | ---- | ----------------- | ------------------- | ---------- | -------------------- | ------------------- |
| Перемога  | 1.   | 25 лютого 2006    | Бенін-Сіті, Нігерія | Тверде     | Наталія Россі        | 6–2, 6–1            |
| Поразка   | 2.   | 30 липня 2006     | Бангкок, Таїланд    | Тверде     | Влада Єкшибарова     | 4–6, 6–7(7–9)       |
| Перемога  | 3.   | 11 листопада 2006 | Пуне, Індія         | Тверде     | Аміна Рахім          | 3–6, 6–3, 6–2       |
| Перемога  | 4.   | 6 травня 2007     | Джакарта, Індонезія | Тверде     | Ноппаван Летчівакарн | 3–6, 6–4, 6–3       |
| Перемога  | 5.   | 20 липня 2007     | Khon Kaen, Таїланд  | Тверде     | Чень Ї               | 6–3, 6–0            |
| Поразка   | 6.   | 16 серпня 2008    | Чіангмай, Таїланд   | Тверде     | Ноппаван Летчівакарн | 2–6, 3–6            |
| Перемога  | 7.   | 20 вересня 2009   | Кіото, Японія       | Килим (i)  | Акіко Йонемура       | 1–6, 6–3, 6–4       |
| Перемога  | 8.   | 9 жовтня 2010     | Нонтхабурі, Таїланд | Тверде     | Чжу Лінь             | 6–4, 6–1            |
| Поразка   | 9.   | 6 листопада 2011  | Кучинг, Малайзія    | Тверде     | Луксіка Кумхум       | 6–7(3–7), 3–6       |
| Перемога  | 10.  | 10 червня 2012    | Тайбей, Тайвань     | Тверде (i) | Чжань Цзіньвей       | 6–4, 7–6(7–3)       |
| Поразка   | 11.  | 7 липня 2012      | Паттая, Таїланд     | Тверде     | Луксіка Кумхум       | 2–6, 2–6            |
| Перемога  | 12.  | 14 липня 2012     | Паттая, Таїланд     | Тверде     | Чан Су Джон          | 6–4, 4–6, 6–4       |
| Поразка   | 13.  | 1 грудня 2012     | Бангкок, Таїланд    | Тверде     | Ван Цян              | 2–6, 1–6            |
| Перемога  | 14.  | 15 грудня 2012    | Бангкок, Таїланд    | Тверде     | Ван Яфань            | 6–3, 6–1            |
| Поразка   | 15.  | 29 червня 2013    | Бангкок, Таїланд    | Тверде     | Пеангтарн Пліпич     | 0–6, 1–6            |
| Поразка   | 16.  | 5 липня 2014      | Бангкок, Таїланд    | Тверде     | Елісе Мертенс        | 1–6, 1–6            |
| Поразка   | 17.  | 7 вересня 2014    | Анталія, Туреччина  | Тверде     | Емма Лайне           | 0–6, 4–6            |
| Поразка   | 18.  | 4 квітня 2015     | Деградун, Індія     | Тверде     | Сюй Цзинвень         | 6–7(4–7), 4–6       |
| Поразка   | 19.  | 30 травня 2015    | Бангкок, Таїланд    | Тверде     | Буньяві Тамчайват    | 7–6(7–4), 3–6, ret. |

### Парний розряд (15–9)
| Легенда          |
| ---------------- |
| турніри $100,000 |
| турніри $75,000  |
| турніри $50,000  |
| турніри $25,000  |
| турніри $10,000  |

| Фінали за покриттям |
| ------------------- |
| Тверде (15–9)       |
| Ґрунт (0–0)         |
| Трава (0–0)         |
| Килим (0–0)         |

| Результат | Ранг | Дата              | Турнір               | Покриття | Партнерка           | Суперниці                            | Рахунок               |
| --------- | ---- | ----------------- | -------------------- | -------- | ------------------- | ------------------------------------ | --------------------- |
| Перемога  | 1.   | 23 липня 2006     | Бангкок, Таїланд     | Тверде   | Варатчая Вонгтінчай | Чжан Кайчжень Nguyễn Thùy Dung       | 6–4, 6–4              |
| Поразка   | 2.   | 11 листопада 2006 | Пуне, Індія          | Тверде   | Мадура Ранґанатхан  | Іша Лахані Ксенія Палкіна            | 3–6, 6–4, 4–6         |
| Поразка   | 3.   | 13 липня 2007     | Khon Kaen, Таїланд   | Тверде   | Деніс Дай           | Софія Мулсап Варатчая Вонгтінчай     | 4–6, 2–6              |
| Перемога  | 4.   | 1 вересня 2007    | Нью-Делі, Індія      | Тверде   | Тара Ієр            | Софія Мулсап Варатчая Вонгтінчай     | 6–4, 6–3              |
| Поразка   | 5.   | 23 серпня 2008    | Khon Kaen, Таїланд   | Тверде   | Каньяпат Нараттана  | Анкіта Бгамбрі Санаа Бгамбрі         | 5–7, 6–7(6–8)         |
| Перемога  | 6.   | 2 серпня 2009     | Джакарта, Індонезія  | Тверде   | Варатчая Вонгтінчай | Беатріс Гумуля Джессі Ромп'єс        | 6–2, 6–7(5–7), [10–7] |
| Поразка   | 7.   | 9 серпня 2009     | Суракарта, Індонезія | Тверде   | Каньяпат Нараттана  | Беатріс Гумуля Джессі Ромп'єс        | 2–6, 2–6              |
| Перемога  | 8.   | 9 жовтня 2010     | Нонтхабурі, Таїланд  | Тверде   | Пеангтарн Пліпич    | Чень Ї Варатчая Вонгтінчай           | 7–5, 6–7(4–7), [11–9] |
| Перемога  | 9.   | 4 грудня 2010     | Mandya, Індія        | Тверде   | Пеангтарн Пліпич    | Рушмі Чакравартхі Пуджашрі Венкатеша | 6–1, 6–1              |
| Перемога  | 10.  | 11 грудня 2010    | Бенгалуру, Індія     | Тверде   | Луксіка Кумхум      | Чень Ї Куміко Їдзіма                 | 7–6(7–5), 5–7, [10–8] |
| Перемога  | 11.  | 2 жовтня 2011     | Джакарта, Індонезія  | Тверде   | Ніча Летпітаксінчай | Као Шао-юань Чжао Їцзін              | 6–4, 6–4              |
| Перемога  | 12.  | 5 листопада 2011  | Кучинг, Малайзія     | Тверде   | Луксіка Кумхум      | Лу Цзяцзін Лу Цзясян                 | 6–4, 6–3              |
| Поразка   | 13.  | 6 жовтня 2012     | Бідар (Індія), Індія | Тверде   | Чжан Наньнань       | Олександра Корашвілі Рішика Сункара  | 4–6, 5–7              |
| Перемога  | 14.  | 1 березня 2014    | Нонтхабурі, Таїланд  | Тверде   | Варуня Вонгтінчай   | Мію Като Юкі Танака                  | 6–2, 6–2              |
| Перемога  | 15.  | 2 травня 2014     | Бангкок, Таїланд     | Тверде   | Варуня Вонгтінчай   | Лі Хуа-Чень Швета Рана               | 1–6, 6–3, [10–8]      |
| Перемога  | 16.  | 9 травня 2014     | Бангкок, Таїланд     | Тверде   | Варуня Вонгтінчай   | Кьока Окамура Хіроно Ватанабе        | 6–2, 7–5              |
| Поразка   | 17.  | 27 червня 2014    | Бангкок, Таїланд     | Тверде   | Лі Бейцзі           | Міядзакі Юмі Котомі Такахата         | 3–6, 1–6              |
| Поразка   | 18.  | 4 липня 2014      | Бангкок, Таїланд     | Тверде   | Камонвам Буаям      | Мію Като Омае Акіко                  | 0–6, 0–6              |
| Поразка   | 19.  | 13 вересня 2014   | Анталія, Туреччина   | Тверде   | Варуня Вонгтінчай   | Такахата Котомі Омае Акіко           | 4–6, 2–6              |
| Перемога  | 20.  | 3 квітня 2015     | Деградун, Індія      | Тверде   | Прартхана Томбаре   | Птерна Бгамбрі Рішика Сункара        | 6–0, 6–4              |
| Перемога  | 21.  | 10 квітня 2015    | Ахмадабад, Індія     | Тверде   | Пеангтарн Пліпич    | Хібіно Нао Прартхана Томбаре         | 6–3, 2–6, [12–10]     |
| Перемога  | 22.  | 29 травня 2015    | Бангкок, Таїланд     | Тверде   | Сюй Цзинвень        | Камонвам Буаям Kim Dabin             | 4–6, 7–6(7–4), [10–3] |
| Перемога  | 23.  | 5 червня 2015     | Бангкок, Таїланд     | Тверде   | Фатіма Ан-Набхані   | Камонвам Буаям Kim Dabin             | 6–3, 7–5              |
| Поразка   | 24.  | 19 грудня 2015    | Бангкок, Таїланд     | Тверде   | Джессі Ромп'єс      | Ірина Хромачова Валерія Соловйова    | 5–7, 6–4, [12–10]     |